# Дик-дик на Салт
Дик-дик на Салт (Madoqua saltiana) е вид бозайник от семейство Кухороги (Bovidae).

## Разпространение
Видът е разпространен в Джибути, Еритрея, Етиопия, Кения, Сомалия и Судан.